# Středomoravský župní přebor 1996/1997
V soubojích 9. ročníku Středomoravského župního přeboru 1996/97 (jedna ze skupin 5. fotbalové ligy) se utkalo 16 týmů každý s každým dvoukolovým systémem podzim–jaro. Tento ročník začal v srpnu 1996 a skončil v červnu 1997.

## Nové týmy v sezoně 1996/97
- Z Divize D 1995/96 ani z Divize E 1995/96 nesestoupilo do Středomoravského župního přeboru žádné mužstvo.
- Ze skupin I. A třídy Středomoravské župy 1995/96 postoupila mužstva TJ Bystřice pod Hostýnem (vítěz skupiny A),[1] FC Inpos Kostelec (2. místo ve skupině A), TJ Sokol Mysločovice (vítěz skupiny B)[1] a 1. FC Polešovice (2. místo ve skupině B).[1]

## Konečná tabulka
Zdroje: 
| Poř. | Tým                            | Z  | V  | R | P  | VG | OG | B  |
| ---- | ------------------------------ | -- | -- | - | -- | -- | -- | -- |
| 1.   | FCS Mysločovice (N)            | 30 | 21 | 8 | 1  | 73 | 27 | 71 |
| 2.   | 1. FC Polešovice (N)           | 30 | 21 | 4 | 5  | 66 | 34 | 67 |
| 3.   | TJ Bystřice pod Hostýnem (N)   | 30 | 17 | 9 | 4  | 73 | 42 | 60 |
| 4.   | FC Morkovice                   | 30 | 17 | 2 | 11 | 63 | 40 | 53 |
| 5.   | TJ FS Napajedla                | 30 | 14 | 9 | 7  | 47 | 27 | 51 |
| 6.   | FC Inpos Kostelec (N)          | 30 | 13 | 8 | 9  | 52 | 40 | 47 |
| 7.   | TJ Vigantice                   | 30 | 12 | 8 | 10 | 43 | 34 | 44 |
| 8.   | TJ Baník Mikulčice             | 30 | 11 | 8 | 11 | 43 | 45 | 41 |
| 9.   | FC Velké Karlovice             | 30 | 11 | 5 | 14 | 42 | 51 | 38 |
| 10.  | TJ Sokol Újezdec-Těšov         | 30 | 10 | 6 | 14 | 35 | 42 | 36 |
| 11.  | FC Viktoria Otrokovice         | 30 | 10 | 6 | 14 | 34 | 46 | 36 |
| 12.  | SK Slovácká Viktoria Bojkovice | 30 | 8  | 9 | 13 | 42 | 53 | 33 |
| 13.  | SK VTJ Spartak Hulín „B“       | 30 | 9  | 4 | 17 | 39 | 54 | 31 |
| 14.  | TJ Spartak Hluk                | 30 | 8  | 6 | 16 | 31 | 60 | 30 |
| 15.  | TJ Stavosvit Březůvky          | 30 | 5  | 4 | 21 | 32 | 66 | 19 |
| 16.  | TJ Štítná nad Vláří            | 30 | 4  | 2 | 24 | 30 | 85 | 14 |

Poznámky:
- Z = Odehrané zápasy; V = Vítězství; R = Remízy; P = Prohry; VG = Vstřelené góly; OG = Obdržené góly; B = Body; (S) = Mužstvo sestoupivší z vyšší soutěže; (N) = Mužstvo postoupivší z nižší soutěže (nováček)

|  | Postup do Divize D 1997/98                               |
|  | Sestup do I. A třídy Středomoravské župy – sk. A 1997/98 |
|  | Přihláška do okresních soutěží                           |
|  | Zánik B-mužstva → SK Hospodářské služby Hradčovice       |